# Belgische Gouden Schoen 2002
De verkiezing van de Belgische Gouden Schoen 2002 werd op 15 januari 2003 gehouden in het concertgebouw van Brugge. De winnaar was Timmy Simons, met 401 punten. Het gala rond de uitreiking van deze voetbalprijs werd uitgezonden door VTM en gepresenteerd door Bart Raes en Birgit Van Mol.

## De prijsuitreiking
Timmy Simons kon Wesley Sonck, de winnaar van 2001, makkelijk achter zich laten. Simons, de hardwerkende middenvelder van Club Brugge, haalde uiteindelijk 126 punten meer dan de goaltjesdief van KRC Genk. De vorige keer dat een speler van Club Brugge de prijs won was in 1996. Het zou hierna nog eens veertien jaar duren, tot 2016, tot Club Brugge weer een Gouden Schoenwinnaar kon leveren in de persoon van José Izquierdo. Simons ontving zijn prijs uit handen van recordhouder Paul Van Himst.
Verder werd ook de van het voetbal afscheidnemende Marc Wilmots in de bloemetjes gezet. Hij werd verkozen tot Beste Belg in het Buitenland en mocht de Lifetime Achievement Award in ontvangst nemen. Patrick Goots van Antwerp FC maakte dan weer het Doelpunt van het Jaar.
Dirk Huysmans van Germinal Beerschot kreeg als knapste voetballer de Gouden Stud, terwijl ex-Miss Belgian Beauty Eveline Hoste (partner van voetballer Bjorn De Wilde) verkozen werd tot Gouden Cup (i.e. knapste WAG).

## Uitslag
| Nr. | Land                                      | Naam                   | Club                | Punten |
| --- | ----------------------------------------- | ---------------------- | ------------------- | ------ |
| 1.  | Vlag van België                           | Timmy Simons           | Club Brugge         | 401    |
| 2.  | Vlag van België                           | Wesley Sonck           | KRC Genk            | 275    |
| 3.  | Vlag van België                           | Danny Boffin           | Sint-Truidense VV   | 215    |
| 4.  | Vlag van Australië                        | Josip Skoko            | KRC Genk            | 82     |
| 5.  | Vlag van België                           | Yves Vanderhaeghe      | RSC Anderlecht      | 41     |
| 6.  | Vlag van België                           | Gaëtan Englebert       | Club Brugge         | 27     |
| 7.  | Vlag van België                           | Bernd Thijs            | KRC Genk            | 26     |
| "   | Vlag van België · Vlag van Congo-Kinshasa | Mbo Mpenza             | Excelsior Moeskroen | 26     |
| 9.  | Vlag van België                           | Marc Degryse           | Germinal Beerschot  | 24     |
| 10. | Vlag van Burkina Faso                     | Moumouni Dagano        | KRC Genk            | 22     |
| 11. | Vlag van België                           | Jacky Peeters          | AA Gent             | 17     |
| 12. | Vlag van België                           | Dany Verlinden         | Club Brugge         | 13     |
| 13. | Vlag van Guinee-Bissau                    | Almani Moreira         | Standard Luik       | 12     |
| "   | Vlag van België                           | Glen De Boeck          | RSC Anderlecht      | 12     |
| 15. | Vlag van Sierra Leone                     | Paul Kpaka             | Germinal Beerschot  | 8      |
| "   | Vlag van België                           | Gert Verheyen          | Club Brugge         | 8      |
| 17. | Vlag van België                           | Patrick Goots          | Antwerp FC          | 7      |
| "   | Vlag van België                           | Walter Baseggio        | RSC Anderlecht      | 7      |
| 19. | Vlag van België                           | Johan Walem            | Standard Luik       | 6      |
| 20. |                                           | Ki-Hyeon Seol          | RSC Anderlecht      | 5      |
| "   | Vlag van België                           | Koen Daerden           | KRC Genk            | 5      |
| 22. | Vlag van IJsland                          | Rúnar Kristinsson      | KSC Lokeren         | 4      |
| 23. | Vlag van België                           | Franky Vandendriessche | Excelsior Moeskroen | 3      |
| "   | Vlag van België                           | Cédric Roussel         | RAEC Mons           | 3      |
| "   | Vlag van Frankrijk                        | Eric Joly              | AA Gent             | 3      |
| "   | Vlag van België                           | Frédéric Herpoel       | AA Gent             | 3      |
| 27. | Vlag van Ivoorkust                        | Didier Zokora          | KRC Genk            | 2      |
| "   | Vlag van België                           | Gunter Verjans         | Sint-Truidense VV   | 2      |
| "   | Vlag van Rwanda                           | Désiré Mbonabucya      | Sint-Truidense VV   | 2      |
| "   | Vlag van Sierra Leone                     | Ibrahim Kargbo         | Sporting Charleroi  | 2      |
| "   | Vlag van Joegoslavië                      | Ivica Dragutinović     | Standard Luik       | 2      |
| "   | Vlag van België                           | Filip De Wilde         | RSC Anderlecht      | 2      |
| "   | Vlag van België                           | Davy De Beule          | KSC Lokeren         | 2      |
| 34. | Vlag van België                           | Christophe Grégoire    | Excelsior Moeskroen | 1      |
| "   | Vlag van België                           | Kevin Vandenbergh      | KRC Genk            | 1      |
| "   | Vlag van Slowakije                        | Marek Špilár           | Club Brugge         | 1      |
| "   | Vlag van België                           | Marc Schaessens        | Lierse SK           | 1      |
| "   | Vlag van Rwanda                           | Claude Kalisa          | Sint-Truidense VV   | 1      |
| "   | Vlag van Joegoslavië                      | Nenad Jestrović        | RSC Anderlecht      | 1      |
| "   | Vlag van België                           | Stein Huysegems        | Lierse SK           | 1      |
| "   | Vlag van België                           | Philippe Clement       | Club Brugge         | 1      |
| "   | Vlag van Ivoorkust                        | Aruna Dindane          | RSC Anderlecht      | 1      |

1954 · 
1955 · 
1956 · 
1957 · 
1958 · 
1959 · 
1960 · 
1961 · 
1962 · 
1963 · 
1964 · 
1965 · 
1966 · 
1967 · 
1968 · 
1969 · 
1970 · 
1971 · 
1972 · 
1973 · 
1974 · 
1975 · 
1976 · 
1977 · 
1978 · 
1979 · 
1980 · 
1981 · 
1982 · 
1983 · 
1984 · 
1985 · 
1986 · 
1987 · 
1988 · 
1989 · 
1990 · 
1991 · 
1992 · 
1993 · 
1994 · 
1995 · 
1996 · 
1997 · 
1998 · 
1999 · 
2000 · 
2001 · 
2002 · 
2003 · 
2004 · 
2005 · 
2006 · 
2007 · 
2008 · 
2009 · 
2010 · 
2011 · 
2012 · 
2013 · 
2014 · 
2015 · 
2016 · 
2017 ·
2018 ·
2019 ·
2020 ·
2022 ·
2023 ·
2024